# أدريان بريفوست دي لونجبيرييه
هنري أدريان بريفوست دي لونجبيرييه (21 سبتمبر 1816 في باريس - 14 يناير 1882  في 16 دائرة باريس ) هو عالم عملات وعالم آثار وأمين متحف فرنسي في التاسع عشر.

## السيرة
وهو نجل هنري سيمون بريفوست دي لونجبيرييه، قائد الحرس الوطني الذي سيشغل فيما بعد منصب عمدة مدينة مو من 1840 إلى 1848,
وفي عام 1836، دخل خزانة الميداليات في المكتبة الملكية ( المكتبة الوطنية المستقبلية). حصل على دعم عالم الآثار الفرنسي راؤول روشيت، وحصل على منصب الموظف الأول في عام 1842. في عام 1840 نشر دراسة أساسية عن علم العملات لدى الملوك الساسانيين، وبعد سنوات قليلة كرس نفسه لعلم العملات لدى الأرساكيين . أسس مع البارون جان دي ويت النشرة الأثرية للأثينيوم الفرنسية . في عام 1856، بعد رحيل لويس دي لا سوساي ، تولى أدريان دي لونجبرييه مع جان دي ويت إدارة مجلة العملات .

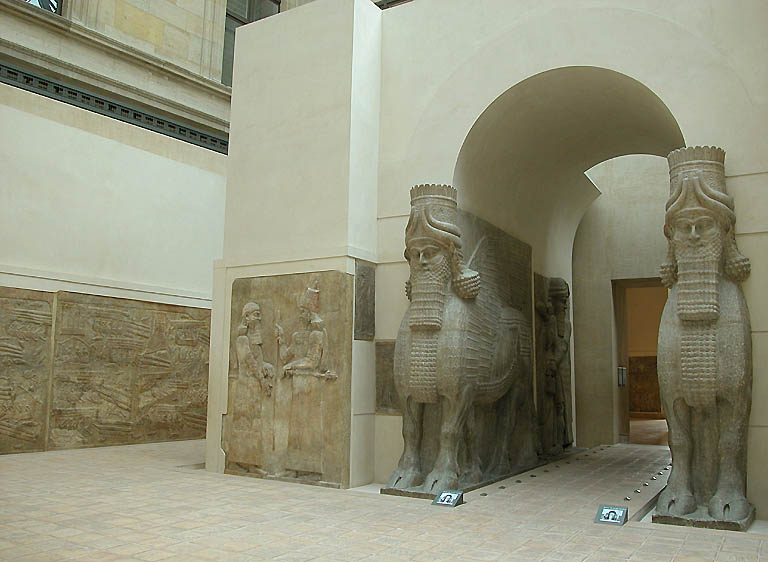
منحوتات خورس آباد في موقعها الحالي.

ومن عام 1847 إلى عام 1870، كان أمينًا للتحف في متحف اللوفر. في عام 1848، كان أمين متحف اللوفر الوحيد الذي لم يُطرد أثناء تغيير النظام السياسي. بصفته أمينًا للتحف، فهو مسؤول عن مجموعات من مناطق وفترات ثقافية متنوعة. على هذا النحو، رحب في متحف اللوفر بالمنحوتات الآشورية الأولى التي وصلت إلى فرنسا من خورسباد، وكان مهتمًا بشكل وثيق بفك رموز الكتابة المسمارية. وهو مسؤول أيضًا عن استلام مجموعة كامبانا. ومن بين الاهتمامات العلمية العديدة، يمكننا أيضًا أن نذكر حضارات أمريكا والآثار الوطنية: لونجبيرييه هو صاحب فكرة تأسيس المتحف المكسيكي ( 1850 ) وأحد أعضاء لجنة إنشاء متحف الآتار الوطني .
منذ عام 1854، كان عضوًا في أكاديمية النقوش والآداب الجميلة. كان مديرًا لـ مجلة العملات من 1856 إلى 1872. من عام 1858 كان عضوا في لجنة العمل التاريخي والعلمي .
توفي عام 1882 في 47 شارع شيفر ( الدائرة السادسة عشرة في باريس ) .

## أعمال
- مقال عن أوسمة ملوك الفرس من السلالة الساسانية ، باريس، ف. ديدوت فرير، 1840، 88 ص.
- إشعار بالعملات المعدنية الفرنسية التي تشكل مجموعة السيد. ج. روسو مصحوبًا بمؤشرات تاريخية وجغرافية وتسبقه اعتبارات حول علم العملات الفرنسي ، باريس، 1848
- ملاحظة عن الآثار الآشورية والبابلية والفارسية والعبرية ملاحظة عن الآثار المعروضة في غرفة الآثار الأمريكية (المكسيك والبيرو) في متحف اللوفر 1850.
- إشعارات بشأن مائة دينار من بيبين وكارلومان وشارلمان تم العثور عليها بالقرب من إمفي في نيفرنيس ، مقتطف من مجلة العملاء ، المجلد الثالث، 1858، باريس، و تونو، 1858.
- إشعار بالقطع البرونزية القديمة المعروضة في أروقة متحف اللوفر الإمبراطوري ، 1868، 224 ص.
- بحث عن شارة الـبرلمان الروماني وعلى حاويات النقود ، ديدييه، 1868، 95 ص. .
- تم جمع أعمال لونجبيرييه وترتيبها بواسطة G. شلمبرجير (المجلد 1).: علم الآثار الشرقية. الآثار العربية; حجم 2: الآثار اليونانية والرومانية والغالية (1838-1861); المجلد 3: الآثار اليونانية والرومانية والغالية (1862-1883); المجلد 4. العصور الوسطى وعصر النهضة (1837-1858); المجلد 5: العصور الوسطى وعصر النهضة (1858-1868); المجلد 6: العصور الوسطى وعصر النهضة (1869-1883) الآثار الأمريكية. الملحق: الببليوغرافيا العامة; المجلد 7: ملحق جديد وجدول عام . )، باريس، ليروكس، 1883-1886.

## روابط خارجية
قالب:Liens
- Courte notice biographique sur le site du CTHS
- Biographie et bibliographie. Institut National d'Histoire et de l'Art